# Подкова-Лесьна
Подкова-Лесьна (пол. Podkowa Leśna)  —  город  в Польше, входит в Мазовецкое воеводство,  Гродзиский повят.  Имеет статус городской гмины. Занимает площадь 10,1 км². Население — 3806 человек (на 2004 год).

## Персоналии
- Герц, Бенедикт (1872—1952) — польский писатель, сатирик, баснописец, переводчик, журналист.

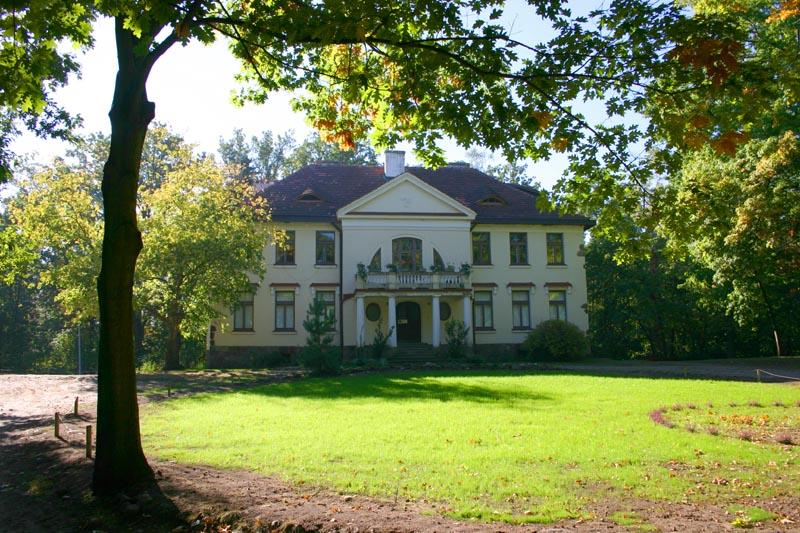
Подкова-Лесьна

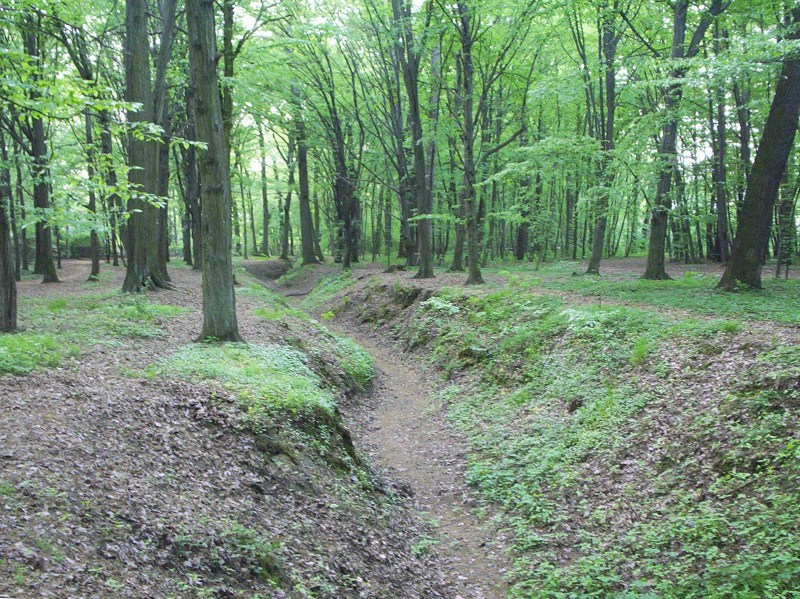
Подкова-Лесьна